# Steve Gadd
Stephen Kendall "Steve" Gadd (født 9. april 1945 i Rochester, New York) er en amerikansk trommeslager, som revolutionerede trommespillet op igennem 1970'erne med en hel ny stil på trommesættet som er mærkbar den dag i dag. Han er en af de mest benyttede studiemusikere, og har været det fra han begyndte at komme frem på musikscenen først i 70'erne. Han har spillet i alle genrer, og med mange musikere, blandt andre Paul McCartney, Manhattan Transfer, Steely Dan, Eddie Gomez, Manhattan Jazz Quintet, Eric Clapton. Han er også grundlægger af The Gadd Gang som er en jazzgruppe bestående af bas, guitar, saxofon, piano og slagtøj. 
Hans store groove, teknisk perfekte og orkestrale spil høres på sit bedste på Chick Corea og Steps Aheads plader. Han har også spillet med Paul Simon, hos hvem han skabte den berømte trommerytme på nummeret "50 ways to leave your lover". 

## Udvalgt diskografi

### I eget navn
- Steve Gadd
  - Gaddabout
  - The Gadd Gang'
- The Gadd Gang: Here and Now
- Steve Gadd and Friends: Live
- Steve Gadd Band
  - Gadditude
  - 70 Strong
  - Way Back Home - Live
  - Steve Gadd Band
- Chick Corea + Steve Gadd Band: Chinese Butterfly
- Steve Gadd Band - Live at the Blue Note Tokyo

### Med andre musikere
- Chuck Mangione
  - Alive
  - Tarrantella
- Paul Simon
  - One Trick Pony
  - Still Crazy after All These Years
- Paul McCartney
  - Tug of War
  - Pipes of Peace
- Chick Corea
  - The Leprecaun
  - My Spanish Heart
  - The Mad Hatter
  - Friends
  - Three Quartets
- Steps
  - Smokin' in the Pit
  - Step by Step
- Michel Petrucciani: Trio in Tokyo

## Eksterne links/kilder
- Steve Gadds officielle hjemmeside
- Steve Gadd på Drummerworld.com
- Steve Gadd på allmusic.com
- Steve Gadd på drumlessons.com Arkiveret 26. april 2011 hos  Wayback Machine

- Wikimedia Commons har flere filer relateret til Steve Gadd